# Nedre Björnbergstjärnen
Nedre Björnbergstjärnen är en sjö i Strömsunds kommun i Jämtland och ingår i Ångermanälvens huvudavrinningsområde. Sjön har en area på 0,0439 kvadratkilometer och ligger 599,1 meter över havet. Sjön avvattnas av vattendraget Tvärlidån.

## Delavrinningsområde
Nedre Björnbergstjärnen ingår i det delavrinningsområde (718141-140793) som SMHI kallar för Gräns mot Norge. Medelhöjden är 599 meter över havet och ytan är 17,86 kvadratkilometer. Det finns inga avrinningsområden uppströms utan avrinningsområdet är högsta punkten. Tvärlidån som avvattnar avrinningsområdet har biflödesordning 5, vilket innebär att vattnet flödar genom totalt 5 vattendrag innan det når havet efter 340 kilometer. Avrinningsområdet består mestadels av skog (85 procent) och kalfjäll (14 procent). Avrinningsområdet har 0,1 kvadratkilometer vattenytor vilket ger det en sjöprocent på 0,6 procent.